# 회룡중학교
회룡중학교(回龍中學校)는 대한민국 경기도 의정부시 호원동에 있는 공립 중학교이다.

## 학교 연혁
- 1995년 9월 18일 : 회룡중학교 설립 인가 (45학급)
- 1996년 3월 1일 : 초대 김태훈 교장 취임
- 1996년 3월 4일 : 1학년 462명 입학
- 1999년 2월 12일 : 제1회 졸업식 (433명)
- 2002년 2월 8일 : 학교 교훈탑 건립
- 2002년 8월 30일 : 5층 교실 증축 완공
- 2005년 12월 19일 : 교사 증축 준공 (도서실 1, 미술실 2, 일반교실 7)
- 2009년 6월 16일 : 급식실 개관식 및 컬링부 창단식
- 2020년 3월 1일 : 제10대 김혜자 교장 취임
- 2023년 12월 27일 : 제26회 졸업식 (247명, 총 졸업생 수 9,800명)
- 2024년 3월 4일 : 1학년 217명 입학

## 참고 자료
- 회룡중학교 - 한국교육학술정보원 학교알리미